# Velký Bor
Velký Bor é uma comuna checa localizada na região de Plzeň, distrito de Klatovy.